# Ljubezenski napoj (opera)
Ljubezenski napoj (tudi Kapljice za ljubezen) (ital. L'elisir d'amore) je komična opera v dveh dejanjih (štirih slikah) Gaetanna Donizettija. Libreto je po nekaj starejšem opernem besedilu Eugena Scriba v italijanščini napisal Felice Romani. Krstna predstava je bila v milanskem gledališču Teatro della Canobbiana 12. maja 1832. V Ljubljani je bila opera prvič na sporedu v Stanovskem gledališču 13. oktobra 1838.
Opera je danes del železnega repertoarja v opernih gledališčih širom sveta.

## Osebe
- Nemorino - tenor
- Adina - sopran
- Belcore - bariton
- doktor Dulcamara - bas
- Giannetta - mezzosopran
- kmetje, vojaki, godci

## Vsebina
Godi se v florentinski vasi ob koncu 18. stoletja.

### Prvo dejanje
Nemorino ljubi bogato, mlado Adino, ki pa mu ljubezni ne vrača. Adina se šali z Belcorejem, pa zavrne tudi njega, ko ji razodene ljubezen. 
Padar Dulcamara hvali svoja čudežna zdravila, zlasti sredstvo, ki zanesljivo ozdravi človeka vseh bolezni, hkrati pa je tudi učinkovit ljubezenski napoj. Nemorino se zanj pri priči navduši in je prepričan, da mu bo pijača pomagala doseči to, kar si najbolj želi. Za čudodelne kapljice žrtvuje svoje poslednje prihranke. V veri, da bo napoj učinkovit, se pretvarja, kakor da mu do Adine nič ni, vendar pa je razočaran, ker si Belcore pridobi Adinino naklonjenost z novico, da mora nemudoma odpotovati. Določijo, da bo svatba še isti dan, Nemorinu pa se zbrani kmetje posmehujejo.

### Drugo dejanje
Vse se pripravlja na svatbo. Nemorino, ki je še vedno prepričan v moč svoje čudodelne pijače, hoče kupiti še eno stekleničko, pa za to nima več denarja. Poniža se in se da najeti Belcoreju, da si zasluži potrebni denar, s katerim takoj odhiti k padarju. Gianetta, Adinima prijateljica, pripoveduje dekletom, da je umrl Nemorinov bogati stric in da bo tako podedoval precejšnje premoženje. Ko se Nemorino, ki ničesar ne sluti, vrne, ga obkrožijo vsa dekleta in se trudijo, da bi se mu prikupila. On pa ljubi le Adino. 
Medtem Adina izve za Nemorinovo žrtev in si prizna, da ljubi pravzaprav njega, ne pa Belcoreja. Zdaj obžaluje, da je z Nemorinom tako grdo ravnala in mu prizna svojo ljubezen. Belcore se potolaži, saj odpotuje in bo kmalu našel uteho pri drugi, Dulcamara pa na vse pretege hvali svojo čudodelno pijačo, ki da je povzročila, da so se stvari tako srečno razpletle.

## ArijaLe ena skrita solza
Najbolj poznan odlomek iz opere je tenorska arija Nemorina Le ena skrita solza (ital. Una furtiva lagrima) iz drugega dejanja. Libretist Romani je ni želel vključiti v besedilo, kajti zavirala naj bi dogajalni tok, skladatelj pa je pri njej vztrajal. 
Una furtiva lagrima
Negli occhi suoi spunto:
Quelle festose giovani
Invidiar sembro.
Che piu cercando io vo?
Che piu cercando io vo?
M'ama! Sì, m'ama, lo vedo, lo vedo.
Un solo instante i palpiti
Del suo bel cor sentir!
I miei sospir, confondere
Per poco a' suoi sospir!
I palpiti, i palpiti sentir,
Confondere i miei coi suoi sospir
Cielo, si puo morir!
Di piu non chiedo, non chiedo.
Ah! Cielo, si puo, si puo morir,
Di piu non chiedo, non chiedo.
Si puo morir, si puo morir d'amor.